# Miguel Córcega
Miguel Córcega (24 de octubre de 1929 - 29 de septiembre de 2008) fue un actor mexicano. También fue uno de los directores más destacados de telenovelas.

## Biografía
Nació en Ciudad de México. Se inició como actor en 1949 en la película La dama del velo junto a Libertad Lamarque, Ernesto Alonso y Armando Calvo. En televisión debutó en 1960 en la telenovela Un amor en la sombra. 
Fue uno de los directores más prolíficos de telenovelas, desde la década de 1970 dirigió más de 34 telenovelas, entre las que están Amor en silencio, Cuando llega el amor, Yo no creo en los hombres, Alondra, El privilegio de amar, Abrázame muy fuerte y Destilando amor, entre muchas otras.
Se casó con la actriz Bárbara Gil, con quien tuvo tres hijos: la también actriz Bárbara Córcega, Miguel y Mónica. El matrimonió terminó en divorcio. En 1984 Miguel conoció a la actriz Luisa Huertas, se enamoraron y aunque nunca se casaron, estuvieron juntos hasta el día que Miguel falleció, el 28 de septiembre de 2008, a causa de un paro cardíaco y una embolia cerebral. Dejó inconclusa su participación en la telenovela Cuidado con el ángel, como director de escena y actuando en el personaje del Padre Anselmo. El 30 de septiembre fue enterrado en la cripta de su familia. Su viuda y sus tres hijos, junto con amigos y personalidades como Jesús Ochoa, Raquel Pankowsky, Zamorita y Silvia Mariscal acudieron para dedicarle un último adiós. Así mismo, el día anterior lo hicieron personalidades como Carla Estrada, Irma Dorantes, Jorge Salinas, Aurora Clavel, Nicandro Díaz, Luis Gimeno y Rafael Inclán. El actor iba a cumplir sus 79 años el 24 de octubre

## Trayectoria como actor

### Telenovelas
- Cuidado con el ángel (2008) .... Padre Anselmo Vidal
- Peregrina (2005-2006) .... Felipe
- Inocente de ti (2004) .... Lic. Mauricio Riveroll
- Entre el amor y el odio (2002) .... Don Manuel Robles
- Abrázame muy fuerte (2000-2001) .... Padre Ignacio
- Cuento de Navidad (1999-2000) .... Profesor Régulo
- La usurpadora (1998) .... Braulio
- Pobre niña rica (1995) .... Don Juan Carlos Villagrán Franco
- Alondra (1995) ....
- Más allá del puente (1993-1994) .... Hernán
- De frente al Sol (1992) .... Hernán
- Cadenas de amargura (1991) .... Padre José María
- Flor y canela (1989) .... El Galán
- Los años felices (1984-1985) .... Elías
- Un solo corazón (1983-1984) .... Alfonso
- J.J. Juez (1979-1980) .... Hilario
- Viviana (1978-1979) .... Gerardo Aparicio'
- Marcha nupcial (1977-1978) .... Dr. Mario López
- Barata de primavera (1975-1976) .... Luis Guzmán
- Amarás a tu prójimo (1973)
- El amor tiene cara de mujer (1971-1973) .... Alberto
- Aventura (1970)
- La Constitución (1970) .... Ricardo Flores Magón
- Cosa juzgada (1970)
- Lo que no fue (1969) .... Gonzalo
- Rosario (1969) .... Sergio San Román
- Destino la gloria (1968)
- Atormentada (1967)
- El cuarto mandamiento (1967)
- Cuna vacía (1967)
- La duquesa (1966)
- Debiera haber obispas (1964) .... Tomás
- La herida del tiempo (1962)
- Un hijo cayó del cielo (1962)
- Risas amargas (1961)
- Un amor en la sombra (1960)
- Gutierritos (1958) .... Juan

### Teatro
- La cigüeña dijo sí, de Carlos Llopis.
- La casa de los corazones rotos, de George Bernard Shaw.
- Tiempo de ladrones, de Emilio Carballido.
- La guerra de las gordas, de Salvador Novo.
- Las vírgenes prudentes (1969), de Antonio González Caballero.
- La Celestina (1968), Fernando de Rojas.
- La tempestad (1964), de William Shakespeare.
- Muchacha de campo (1962), de Clifford Odets.
- A media luz los tres (1961), de Miguel Mihura.
- Secretarias para todo , de Edgar Neville.
- Orgía privada , de Juan José Alonso Millán.
- Las cosas simples (1953), de Héctor Mendoza.
- Las manos sucias (1950), de Jean Paul Sartre.
- El sueño de una noche de verano (1948), de William Shakespeare.
- Amores en la montaña (1946), de Luchaire.

### Películas
- Dama de noche (1993)
- El profe (1971)
- Dos pintores pintorescos (1967)
- Nuestros odiosos maridos (1962)
- El fusilamiento (1962)
- Y Dios la llamó Tierra (1961)
- El dolor de pagar la renta (1960)
- El zarco (1959)
- Donde las dan las toman (1957)
- Cada hijo una cruz (1957)
- El medallón del crimen (1956)
- Pura vida (1956)
- La fuerza del deseo (1955)
- El vendedor de muñecas (1955)
- Padre nuestro (1953)
- Carne de presidio (1952)
- Te sigo esperando (1952)
- Sentenciado a muerte (1951)
- Las dos huerfanitas (1950)
- La dama del velo (1949)

## Filmografía como director

### Telenovelas
- Primera parte de Fuego en la sangre (2008)
- Destilando amor (2007)
- Segunda parte de Duelo de pasiones (2006)
- Peregrina (2005-2006)
- La esposa virgen (2005)
- Inocente de ti (2004)
- Mariana de la noche (2003-2004)
- Segunda parte de ¡Vivan los niños! (2002-2003)
- Entre el amor y el odio (2002)
- Segunda parte de Sin pecado concebido (2001)
- Primera y última parte de Abrázame muy fuerte (2000-2001)
- Mi destino eres tú (2000)
- Segunda parte de Alma rebelde (1999)
- El privilegio de amar (1998-1999)
- Primera parte de Preciosa (1998)
- María Isabel (1997)
- Te sigo amando (1996-1997)
- Lazos de amor (1995-1996)
- Alondra (1995)
- Más allá del puente (1993-1994)
- Los parientes pobres (1993)
- Primera parte de Entre la vida y la muerte (1993)
- De frente al sol (1992)
- Yo no creo en los hombres (1991)
- Amor de nadie (1990-1991)
- Cuando llega el amor (1989-1990)
- Mi segunda madre (1989)
- Amor en silencio (1988)
- Cómo duele callar (1987)
- Marionetas (1986)
- Esperándote (1985-1986)
- Un solo corazón (1983)
- La maestra (1971)
- El precio de un hombre (1970)

## Premios y nominaciones

### Premios TVyNovelas
| Año  | Categoría                 | Telenovela            | Resultado |
| ---- | ------------------------- | --------------------- | --------- |
| 2008 | Mejor dirección de escena | Destilando amor       | Ganador   |
| 2004 | Mejor dirección de escena | Mariana de la noche   | Nominado  |
| 2001 | Mejor dirección de escena | Abrázame muy fuerte   | Ganador   |
| 1999 | Mejor dirección de escena | El privilegio de amar | Ganador   |
| 1998 | Mejor dirección de escena | Te sigo amando        | Ganador   |
| 1996 | Mejor dirección de escena | Lazos de amor         | Ganador   |
| 1991 | Mejor dirección de escena | Cuando llega el amor  | Ganador   |
| 1987 | Mejor dirección de escena | Muchachita            | Nominado  |
| 1986 | Mejor dirección de escena | Esperándote           | Nominado  |

### Premios ACE
| Año  | Categoría                 | Telenovela      | Resultado |
| ---- | ------------------------- | --------------- | --------- |
| 2008 | Mejor dirección de escena | Destilando amor | Ganador   |
| 1998 | Mejor dirección de escena | Te sigo amando  | Ganador   |
| 1996 | Mejor dirección de escena | Alondra         | Ganador   |

### Premios Eres
| Año  | Categoría                 | Telenovela       | Resultado |
| ---- | ------------------------- | ---------------- | --------- |
| 1993 | Mejor dirección de escena | De frente al sol | Nominado  |
| 1991 | Mejor dirección de escena | Amor de nadie    | Nominado  |

### TV Adicto Golden Awards
| Año  | Categoría                 | Telenovela         | Resultado |
| ---- | ------------------------- | ------------------ | --------- |
| 2008 | Mejor dirección de escena | Fuego en la sangre | Ganador   |